# Dendrophthoe lanosa
Dendrophthoe lanosa är en tvåhjärtbladig växtart som först beskrevs av Pieter Willem Korthals, och fick sitt nu gällande namn av Danser. Dendrophthoe lanosa ingår i släktet Dendrophthoe och familjen Loranthaceae. Inga underarter finns listade i Catalogue of Life.